# 光害
光害，或稱光污染（英語：light pollution），是人類過度使用照明系統而產生的問題。最顯而易見的影響是城市夜空裡的星體被眾多大廈的燈光所覆蓋而消失了。這使得觀察宇宙的研究受到影響，而且亦破壞了生態平衡。自1980年代初以來，全球暗天運動開展，這個運動的目的正是為了鼓勵人們減少使用照明系統以減少光污染的問題。
光害是工業發展的副產品，主要是來自家居照明、廣告、商業產品、辦公大樓、工廠、街燈及露天大型運動場。而受光害影響的國家主要是發達國家，如美國、歐洲各國及日本。值得注意的是，小量的光害亦會製造頗嚴重的問題。
近年私人宇宙航行開始出現，使得在以宇宙為基地的軌道廣告板在不久的將來會成為可行之事，而這亦可能是新的光害源頭。為了防止這種情況發生，美國國家航空暨太空總署在2005年5月通過了禁止在地球軌道進行顯眼的廣告的法例。但是其他國家仍未就此展開相應的工作。

## 光害問題

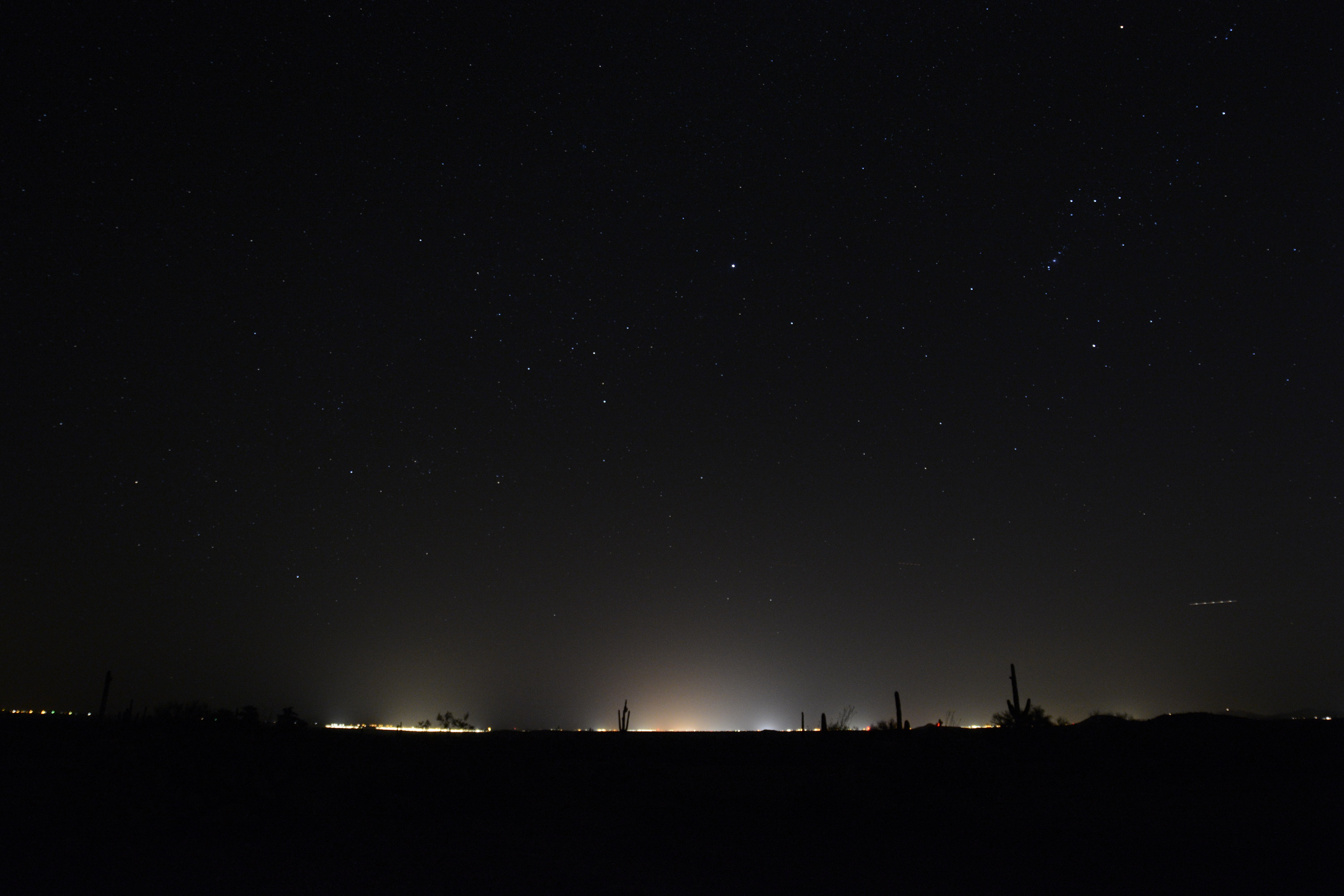
鳳凰城是美國亞利桑納州的最大城，入夜後來自城內的人造燈光從遠達88公里的郊區都能看見。

光害是對健康有害和浪费能源的光線。光害的量與該地區附近釋放出的光線是直接相關性的。
某些政客表示希望減少光害，然而，他們指出在現實上要人民關掉照明系統是不切實際的。這是因為工業社會的經濟極度依賴照明系統。所以他們亦指出這是一個傳統的污染問題，無法阻止其長遠的負面影響。結果，大部份政治家得出的結論是光害只能靠人民自己慢慢地改變其生活習慣而減少，並沒有其他實質辦法。
部份工業團體亦認為光害是重要問題，如英國的照明工程師公會為其會員提供了光害的資訊，光害製造的問題及如何減少光害的指引。
廣告代理商和投放广告者希望透過耀目的強光來吸引別人的注意力，然而其他人卻可能感到煩厭。另一種常見的光害是家居照明系統的光線越過私人界線而照向鄰居，並且是對其毫無作用的，這會使其感到極大的困擾。
因為對於甚麼光線可以接受，何人需要為光害負責這些問題上各人均有不同的看法，因此有時在不同的團體間有需要為此進行協商。即使是政府相關部門對光害問題亦採取彈性的處理手法，主要是參考該光源背後的利益、信念及社會的接受程度。根據估計所得的結果，將超標的光線限制在法定的可以接受範圍內。

## 光害種類

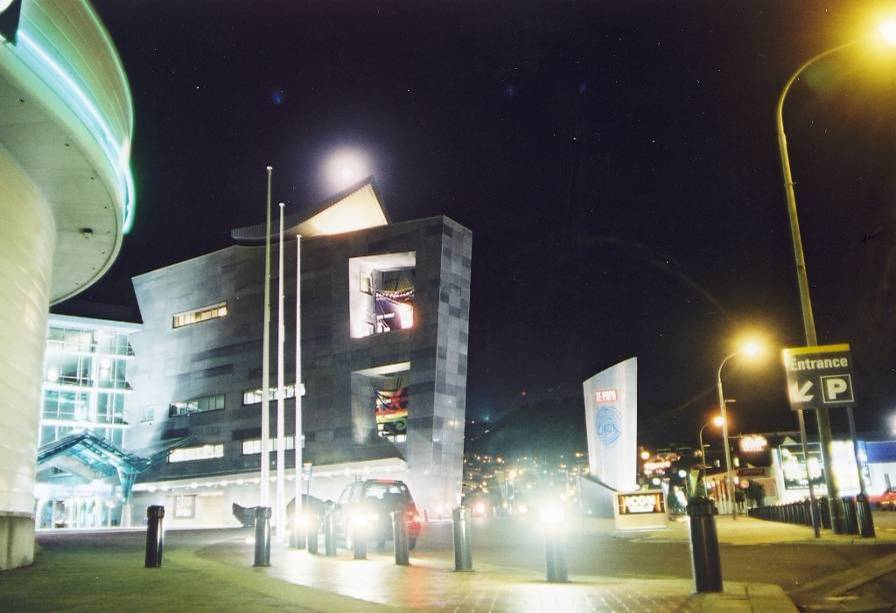
新西蘭蒂帕帕滿月時的夜景，基本上月色已被大廈的燈火所掩蓋

光害是由很多問題匯聚而成的。

### 光害騷擾
光害騷擾是指不必要的光線進入了私人空间，如自己房居的照明光線過於耀目，影響到鄰居，使其感到不適。照明系統的強光照向鄰居的家裡，阻礙其睡覺是常見的光害騷擾之一。
天空的星星所發出的微弱光線經常會被城市裡強烈的燈火所掩蓋，令觀星活動變得甚為困難，觀星者很多時候需要移師至寂靜及漆黑的鄉村進行。

### 眩光
眩光是直接觀看照明系統核心而產生的短暫目眩現像。街燈的光線直入行人及司機的眼睛裡能夠造成長達一小時的目眩，這可能會釀成意外。此外，眩光會使人們分辨光度強弱的能力降低，在短時間內難以恢复。

### 雜亂
雜亂是指多種不同的組合燈光可能會引起混亂，使人看不見障礙物，並造成事故。

### 霞光

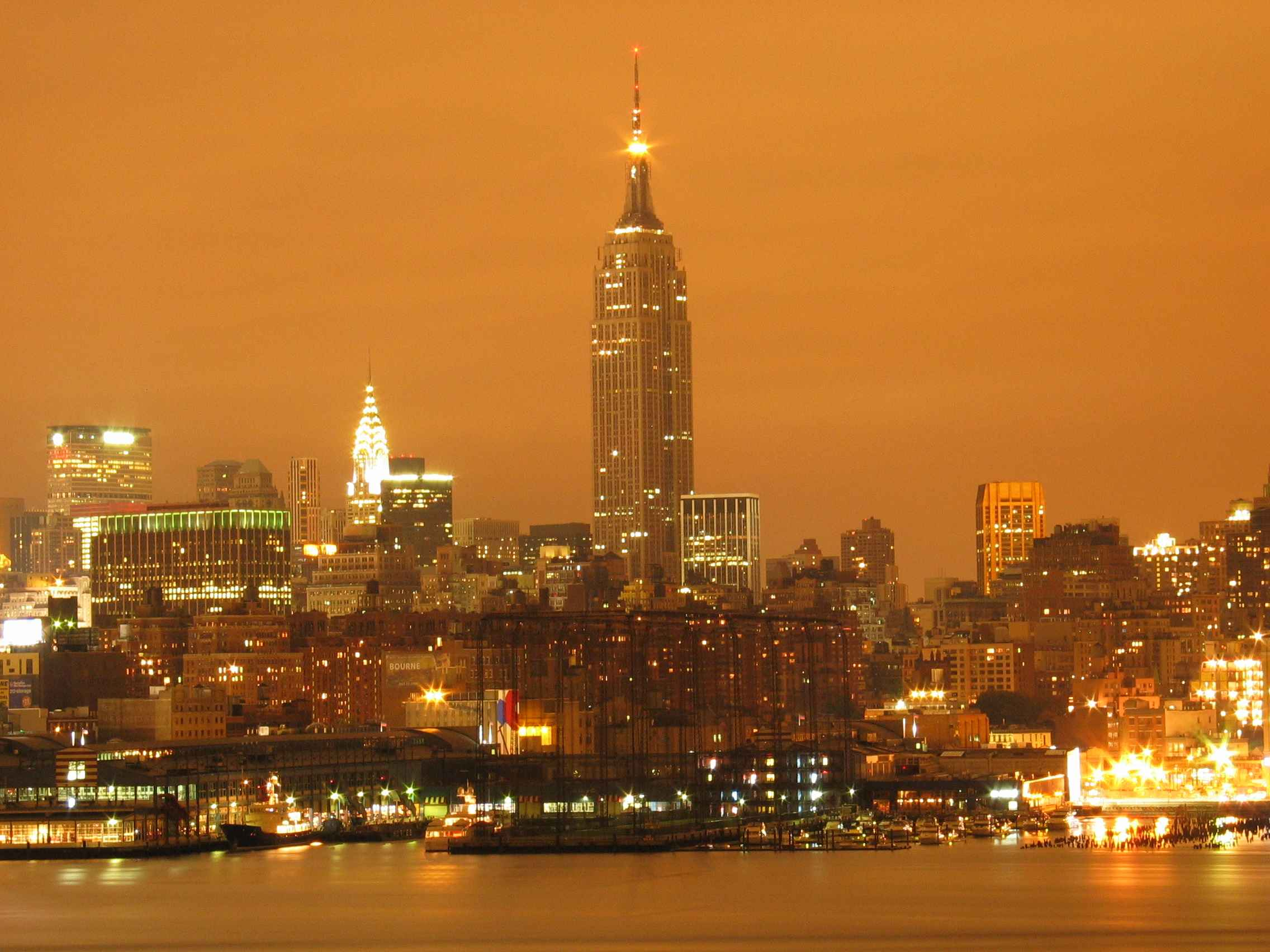
入夜的曼哈頓市中心，可見天空映照著非常強烈的霞光

霞光（Skyglow）是指人口稠密地區所能看到的輝光效果。這是由各大廈互相反射其他大廈的光線，並再由附近大氣反射至天空所造成的效果。這個反射與該光線的波長有密切的關係。在日照時使天空變為蔚藍色的瑞利散射現象在這裡亦可以適用於這些互相反射的光線，結果人們在夜裡亦可看到天空呈現深藍色。這會減低了天空與星星的對比度，使得觀察星星的光線變得困難，所以星星便像是從天空消失了。
自從波特尔暗空分类法於天空與望遠鏡雜誌刊登後，天文學家開始使用其來衡量霞光，波特尔暗空分类法將黑暗天空受到天空輝光影響的程度分為一至九級，每級均有詳細的介紹，這方便了天文愛好者選擇合適的地點觀星。

## 光害影響

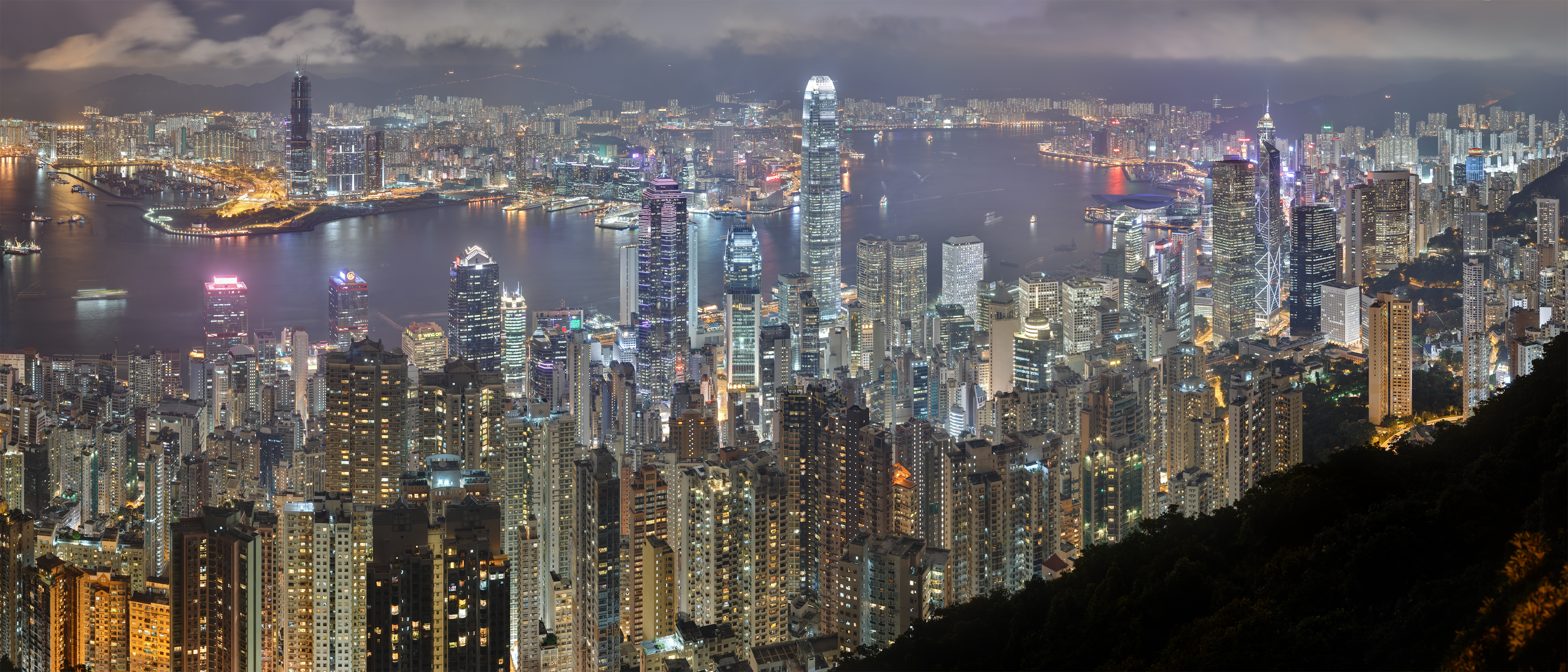
香港維多利亞港夜景，入夜後仍燈火通明

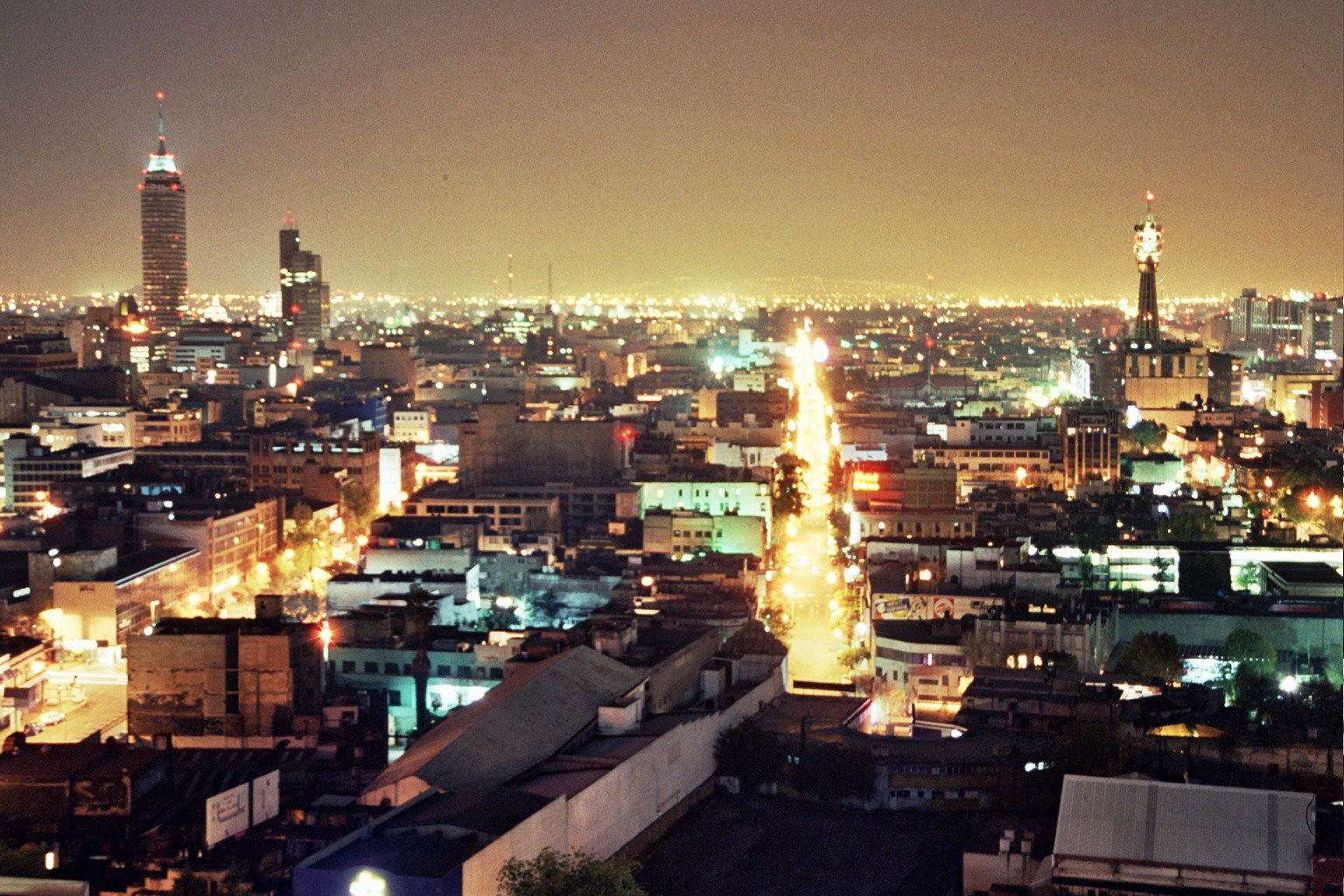
墨西哥城入夜後天空仍然光亮

光害浪費能量，並增加危險性，破壞黑夜的天空，而且可能損害人類及動物的健康。
當光線並不是照射至預定目標時，便會浪費能量，如某些固定的光源向天空照射而不是向地面照射。而當製造的光線比需要的多時，亦會浪費能量。部份國家在簽訂京都議定書後開始研究減少使用能量的方法，而個人、組織及各國政府部們有時亦會尋求更有效率使用光線的方法以減少電費的開支。
很多人在夜裡要以光線來增加安全感，部份人亦指出充足的光線可以減少罪案發生。但是錯亂的安全燈可能會適得其反，所以如何正確地使用光線及增加光線的使用效率是重要的問題。
光害會影響天文活動，很多城市居民不能夠在夜空裡看到星星。這也嚴重損害了天文愛好者及普通市民的雅興，所以現在已有人提倡要靜化夜空，對星空進行保育，並視為文化保育運動之一。 

### 人類健康
- 多个研究指出，夜班工作与乳癌和前列腺癌发病率的增加具有相关性。[7][8][9][10][11]
- 光害可能会引起头痛，疲劳，性能力，增加压力和焦虑。[12][13][14][15]动物模型研究已证明，当光线不可避免时，会对情绪产生不利影响和焦虑。[16]

### 生態問題
光害影響了動物的自然生活規律，受影響的動物晝夜不分，使得其活動能力出現問題。此外，其辨位能力、競爭能力、交流能力及心理皆會受到影響，更甚的是獵食者與獵物的位置互調。
有研究指出光害使得湖裡的浮游生物的生存受到威脅，如水蚤，因為光害會幫助藻類繁殖，製造紅潮，結果使湖裡的浮游生物死亡及污染水質。
光害亦可在其他方面影響生態平衡。舉例來說，鱗翅類學者及昆蟲學家指出夜裡的強光影響了飛蛾及其他夜行昆蟲的辨別方向的能力。這使得那些依靠夜行昆蟲來傳播花粉的植物因為得不到協助而難以繁衍，結果可能導致某些種類的植物在地球上消失，並在長遠而言破壞了整個生態環境。
候鳥亦會因為光害影響而迷失方向。據美國魚類及野生動物部門推測，每年受到光害影響而死亡的鳥類達至四至五百萬，甚至更多。因此，志願人士成立了關注致命光線計劃，並與加拿大多倫多及其他城市合作在候鳥遷移期間盡量關掉不必要的光源以減少其死亡率。
此外，剛孵化的海龜亦會因為光害的影響而死亡。這是因為牠們在由巢穴步向海灘時受到光害的影響而迷失方向，結果因不能到達合適的生存環境而死亡。年幼的海鳥亦會受到光害的影響使牠們在由巢穴飛至大海覓食時迷失方向。
夜蛙及蠑螈亦會受到光害影響。因為牠們是夜行性動物，牠們會在沒有光照時活動，然而光害使他們的活動時間推遲，使其活動及交配的時間變短。

## 減少光害
減少光害可以由很多方面做起，如減少天空輝光、減少令人目眩的光線、減少光害騷擾及減少雜亂。根據不同的光害產生的問題，解決方法亦會有所不同。可能的解決方法包括：
- 改善固定光源的照射，使其可以準確地照射到需要的地方，而不是向四周漫射。
- 改善光源的種類，使得光波較不容易產生光害問題。
- 重新評估現在的照明計劃，及重新設計部份或全部這類型計劃，使得只有真正需要照明的地方才會受到光線照射，其他地方則儘可能關掉光源。
- 在夜間，使用低色溫、低藍光的照明。

### 改善照明系統

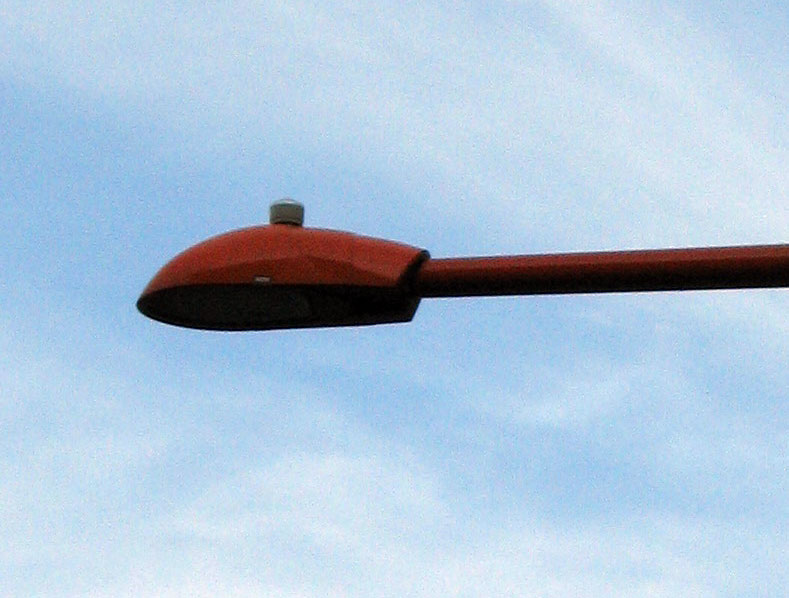
直接照射的街燈，這是密閉式照明系統的範例，可以確保光線照射到真正需要的地方，從而節省能量

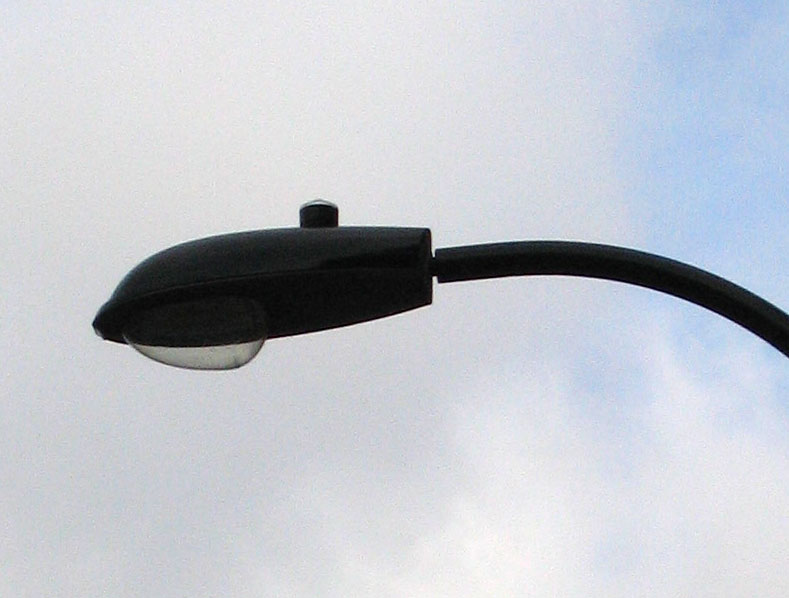
散射的街燈，這樣光線便會向四周散射，結果浪費能量

很多社會運動家主張盡量使用密閉式的固定光源，使得光線不會被散射。此外，改善光源的發射方法及方向使得所有光線皆射得其所，以盡量減少照明系統的開啟。
密閉式照明系統在正確安裝後，可以減少光線泄漏至發射平面以上空間的可能。而照射至下面的光線往往正是射得其所，因為當光線向上射至大氣層後，便會產生天空輝光。部份政府及組織正在考慮或實行將街燈及露天體育場的照明系統改為密閉式照明系統。
密閉式照明系統可以防止不必要的光線泄漏，並能減少天空輝光，同時亦可減少眩目的光線，因為光線不再散射，人們受到不必要光線影響的情況變少。而且計劃推行者亦指出密閉式照明系統能更有效運用能量，因為光線會被照射到需要的地方而非不必要地散射至天空。
密閉式固定光源使得使用低能量消耗的燈炮變得更亮，有時效果比起使用高能量消耗但散射的燈泡更好。不過在任何照明系統裡，天空輝光都有可能會因為地面反射光線而生成，這種反射應盡量減少，如盡量減少使用高能量消耗的照明系統及兩個照明系統間盡量相距較遠。
最普遍的關於密閉式固定照明系統的批評是其美學價值不足。此外歷史上固定照明系統並非大型市場，可說是無利可圖。基於其特別的照射方向，密閉式固定照明系統有時亦需要專業技師來安裝以達致最佳效果。

### 調整照明系統
不同照明系統有不同的特性及效能，但經常出現的情況是照明系統錯配，而這便會造成光害。通過重新選取恰當的照明系統，光害的影響便可盡量減少。
部份照明系統，依照能量消耗效率排例：
| 照明系統種類 | 顏色               | 效率（流明／瓦特） |
| ------------ | ------------------ | ------------------ |
| 發光二極管燈 | 黃白色/白色/藍白色 | 100 - 200          |
| 低壓鈉蒸汽燈 | 黃色               | 80 - 200           |
| 高壓鈉蒸汽燈 | 黃白色／橙色       | 45 - 130           |
| 複合金屬燈   | 藍白色／白色       | 60 - 120           |
| 水銀燈       | 藍色／白色         | 13 - 48            |
| 白熾燈       | 黃色／白色         | 8 - 25             |

很多天文學家向其所在的社會推薦使用低壓鈉蒸汽燈，這是因為其單波長的特性使其釋出的光線極易隔濾，而且價格不高。在1980年，美國加利福尼亞州聖荷西將所有街燈均改為使用低壓鈉蒸汽燈，這大大方便了其附近的利克天文台的觀星活動。現在美國亞利桑那州及夏威夷州也在推行相似的計劃。
但使用低壓鈉蒸汽燈的固定照明系統會較其他的體積為大，顏色亦不能分辨，這是因為低壓鈉蒸汽燈所釋出的為單波長的光線，此外還與黃色的交通燈光線發生衝突。因此，很多政府部份均使用更容易控制的高壓鈉蒸汽燈來作為街燈提供照明。

### 夜間使用低色溫照明
光線色溫越低、藍光越少，對於褪黑激素分泌的抑制越少，因此在夜間改用低色溫照明可以減少光線對生理時鐘的擾亂（低色溫光線顏色較黃、更低者類似燭光）；而目前流行的LED街燈常見白光（較高色溫），夜間使用低色溫照明可規避上述健康風險。

### 重訂照明計劃
在部份情況，重訂現有的照明計劃會更有效率，如關掉非必要的戶外照明系統及只在有人的露天大型運動場
現實上亦有國家開始重訂照明計劃，如英國，其首相已提出了詳細的郊區照明計劃以保護環境。
加拿大亞伯達省卡加利在2002年至2005年间亦將大部份住宅區的街燈換成更高效率的類型。這個計劃是為了節省開支及保護環境，安裝費用估計到2011年或2012年便被會節省的開支抵消。

## 參看條目
- 照明/照明系統
- 國際黑暗天空週
- 香港熄燈
- 國際暗天協會

## 外部連結

### 相關團體
- 國際暗天協會** （页面存档备份，存于）
  - 奧地利： Verein Kuffner Sternwarte（页面存档备份，存于）（多少顆星星?）
- 黑色天空運動（页面存档备份，存于）（英國）
- 新英國光害咨詢團體
- SELENE（页面存档备份，存于）（紐約）
- 市民對照明系統的責任（页面存档备份，存于）
- 維吉尼亞州戶外照明系統改善任務
- 香港地球之友「夠照」（原名「拆解東方之珠」）計劃[]

### 光害研究

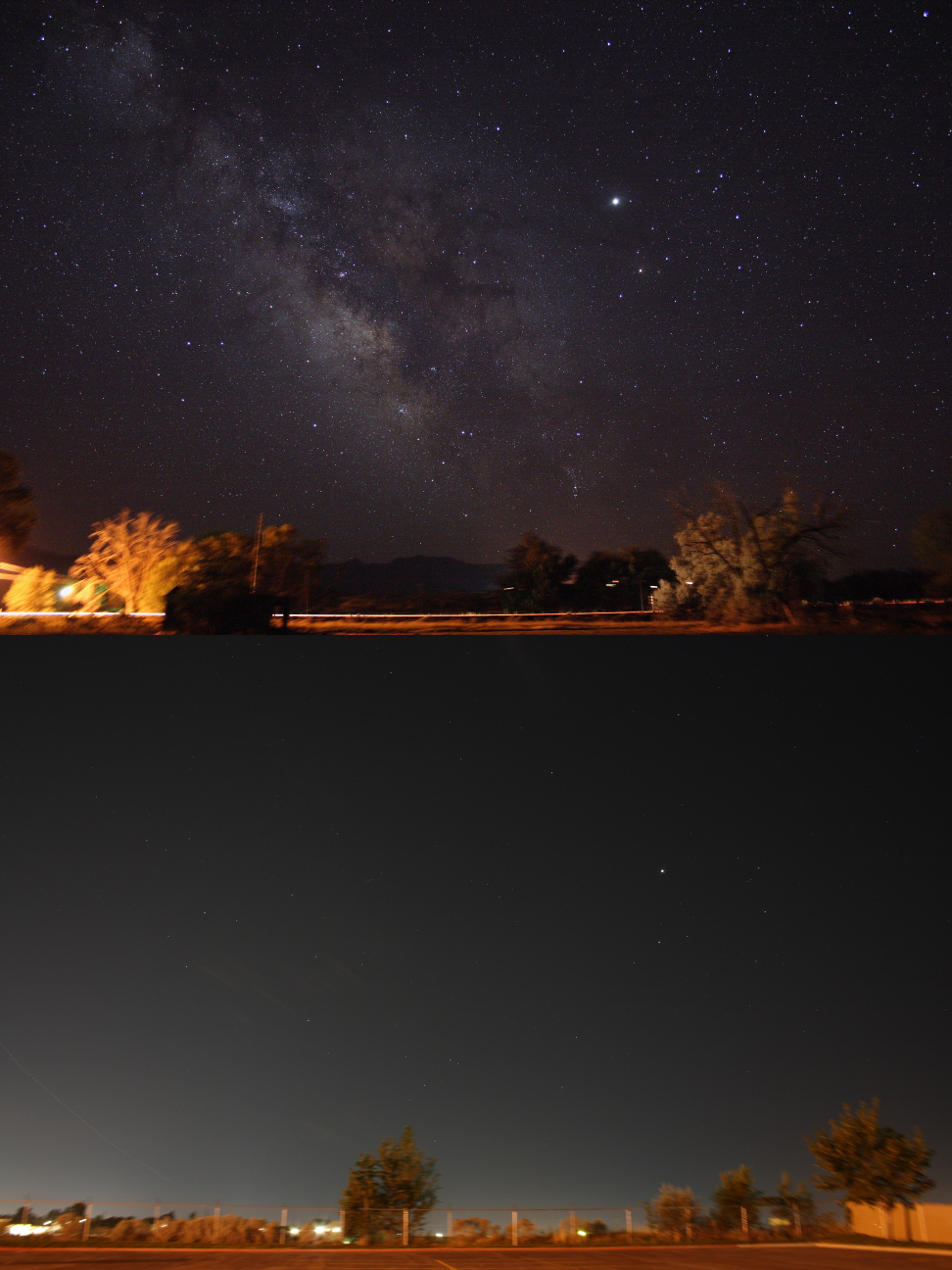
同是位於美國猶他州的夜空，不同地點能看到的星星数量卻隨當地城市發展程度有很大的不同，而光污染是造成此差異最主要的原因。影像中的景物亮度和實際以肉眼觀看的效果差不多。

- The Discover article relating light pollution to insects, birds, and breast cancer（requires paid registration）
- Ecology of the night symposium（2003 conference）
- "Ecological Consequences of Artificial Night Lighting"（页面存档备份，存于）（2002 conference, by the Urban Wildlands Group）
- Light pollution and the protection of the night environment（页面存档备份，存于）, UNESCO, IDA Regional Meeting, 360 pages,（2002）English - Italian. Proceedings are available as a downloadable PDF.
- 朱漢強、陳曉蕾編著（2008）《夠照》，天窗出版，2008年5月（Chinese）
- 香港地球之友（2009）《日照‧夜照》，思網絡出版，2009年（Chinese）
- The Challenge article "Is Light Pollution Killing Our Birds"
- Light pollution and the protection of the night environment（页面存档备份，存于）, UNESCO, IDA Regional Meeting, 360 pages,(2002) English — Italian. Proceedings are available as a downloadable PDF.
- Sherbrooke College Light pollution research activitiesArchive.today的存檔，存档日期2012-11-29
- Examples of the good, bad and ugly lighting
- "Our Vanishing Night", Verlyn Klinkenborg. National Geographic, November 2008, pp102–23.（页面存档备份，存于）
- "Blinded by the Light?", CfDS 2009, Various authors discussing the "hidden" environmental harm, the human health harm, the money waste, lighting failing to prevent crime and even astronomy.

### 收集光害相關連結的網站
- LightLynx List
- Open Directory Project: Light Pollution（页面存档备份，存于）
- There is a petition available in Germany against light pollution until 27. December 2007
- Dark Sky Awareness global project（页面存档备份，存于）
- BAA CfDS Discussion Forum
- 中的“Light Pollution”
- Dark Sky Importance gallery at The World at Night（页面存档备份，存于）
- The Dark Side: an article in The New Yorker magazine about light pollution（页面存档备份，存于）
- Reclaiming the Night Sky, article by Judith Dobrzynski from The New Republic on light pollution
- Astronomical Society of South Australia（页面存档备份，存于） article on Light Pollution in Adelaide, South Australia
- Good Bad and Ugly Outdoor Lighting  and update（页面存档备份，存于） Adelaide South Australia
- Turn Out the Lights!（页面存档备份，存于）
- ALI - the Alliance for Lighting Information - website contains information about light, lighting and related topics.（页面存档备份，存于）
- Verlyn Klinkenborg: "Our vanishing night" National Geographic November 2008 link（页面存档备份，存于）

### 其他相關連結
- 香港太空館 - 星星問 - 問星星
- 光害嚴重星星不見了！
- 朱漢強（2007）"香港之珠迷思：光污染"，2007年6月18日《明報》「世紀版」[]